# Instruktor żeglarstwa PZŻ
Instruktor żeglarstwa PZŻ – stopień instruktorski Polskiego Związku Żeglarskiego

## Wymagania
Warunkiem uzyskania stopnia Instruktora żeglarstwa PZŻ jest:
- ukończony 21. rok życia
- posiadanie stopnia Młodszego Instruktora Żeglarstwa PZŻ lub lub uzyskany nie później niż w poprzednim sezonie żeglarskim stopień Nauczyciela Żeglowania PZŻ
- posiadanie co najmniej stopnia jachtowego sternika morskiego
- posiadanie co najmniej stopnia sternika motorowodnego
- posiadanie udokumentowanego stażu instruktorski, w postaci co najmniej trzech pozytywnych opinii z pracy w charakterze kadry w szkoleniu na stopnie żeglarskie (w tym co najmniej jeden na kursie trwającym minimum 6 kolejnych dni), wystawione przez KWŻ, w łącznym wymiarze minimum 30 dni szkoleniowych; do stażu zalicza się opinie ze szkoleń zgłoszonych do OZŻ (zgodnie z obowiązującymi w danych latach przepisami)
- brak przeciwwskazań zdrowotnych do pełnienia funkcji instruktora żeglarstwa
- ukończenie kursu instruktorskiego realizowanego według programu PZŻ,
- zdanie egzaminu końcowego przed instruktorską komisją egzaminacyjną PZŻ

## Uprawnienia
- organizowanie i prowadzenie szkolenia praktycznego i teoretycznego na stopnie żeglarskie do posiadanego stopnia włącznie,
- pełnienie funkcji Kierownika Wyszkolenia Żeglarskiego lub instruktora na kursach na stopnie żeglarskie do posiadanego stopnia włącznie,
- potwierdzanie odbycia szkolenia na stopień żeglarski oraz wystawianie opinii osobom prowadzącym szkolenie żeglarskie,
- pełnienie funkcji Kierownika Wyszkolenia Żeglarskiego lub instruktora w formach kształcenia określonych systemem PZŻ, na stopień Nauczyciela Żeglowania PZŻ i funkcji instruktora w formach kształcenia określonych systemem PZŻ na stopień Instruktora Żeglarstwa PZŻ,
- pełnienie funkcji Członka lub Sekretarza Komisji Egzaminacyjnej na stopnie NŻ PZŻ i IŻ PZŻ, oraz pełnienia funkcji Przewodniczącego KE na stopień NŻ PZŻ.